# Districte de Lurín
 Lurín és un dels 43 districtes de la província de Lima, al Perú.

## Límits
Al nord fa frontera amb els districtes de Pachacámac, Villa María del Triunfo, i Villa el Salvador, a l'est també amb Pachacamac, al sud amb Punta Hermosa, i a l'oest amb l'oceà Pacífic.

## Informació General
Es va crear el 2 de gener de 1857, i des d'aleshores ha estat un districte agrícola, ja que està situat al centre de la vall del Riu Lurín. Té unes quantes platges que reben turistes durant els mesos d'estiu (desembre a març) principalment des de la ciutat de Lima que s'hi està incorporant gradualment. En aquest districte trobem importants clubs socials, principalment els dos clubs de futbol més populars al Perú: Alianza Lima i Universitario de Deportes.